# 中国驻美国大使馆
中华人民共和国驻美利坚合众国大使馆（英語：Embassy of The People's Republic of China in The United States of America），简称中国驻美国大使馆，是位于美国首都华盛顿特区西北区国际广场3505号的外交代表機構，属于克利夫兰公园地区。
中华人民共和国驻美国大使馆同时还设有总领事馆，分别位于芝加哥、洛杉矶、旧金山、纽约。
2024年7月，中国驻美国大使馆直辖领区调整为华盛顿哥伦比亚特区、马里兰州、弗吉尼亚州、西弗吉尼亚州、北卡罗来纳州、南卡罗来纳州、肯塔基州、田纳西州、特拉华州，同时代管原中国驻休斯敦总领事馆所辖得克萨斯州、俄克拉荷马州、路易斯安那州、阿肯色州、密西西比州、亚拉巴马州、佐治亚州、佛罗里达州和波多黎各。

## 历史

原中华民国驻美大使馆办事处，位于美国华盛顿特区西北区马萨诸塞大道2311号，现为海地驻美国大使馆

在中华人民共和国与美国建交之前，中国驻美国大使馆原为中华民国所有。1978年底，在吉米·卡特总统宣布与中华人民共和国建交後的一个星期裡，中华民国政府撤离了原驻美大使馆成员，并将原雙橡園大使官邸及其办事处以低价象徵性地出售給了自由中國之友協會。
中华人民共和国随后于1979年1月在华盛顿特区西北区康涅狄格大道2300号设馆。新大使馆设馆后不久，便有四名毛泽东的支持者到使馆砸窗泼漆以抗议时任中国副总理邓小平访美。该四人随后被处以不同期限的保护观察令及缓刑，并被判令罚还使馆总计815美元的修复费用。后来为了扩展办公空间，中美双方同意互相建设新使馆。中华人民共和国驻美国大使馆新馆由贝聿铭设计，2006年落成，临近新加坡駐美國大使馆。
2013年7月10日凌晨，中国驻美大使馆院子大门的门柱上和办公楼的入口处，被人涂上了几个“拆”字的涂鸦。涂鸦所用的是蓝黑墨水，在灰色的建筑墙体底色上非常显眼。这些涂鸦随后被使馆工作人员清除。有美国媒体称，这或许是抗议中国某些地方强拆的人用涂鸦方式表达的不满。
2014年6月18日，美國華盛頓哥倫比亞特區議會議長蒙德爾森在中華人民共和國事先警告的前提下，提案籲美國國會將將華盛頓國際路中中華人民共和國駐美國大使館所在的3505号門前的一段改命爲劉曉波路。（劉曉波是被中華人民共和國政府拘禁的諾貝爾和平獎得主）此舉引起中華人民共和國當局不滿，中華人民共和國外交部稱「此爲挑釁行爲」。2016年2月16日，歐巴馬政府表示将否決該項議案，改名一事不了了之。
2020年5月，美国数位国会议员提出一项议案，要求将中国驻华盛顿大使馆外的街道改名为“李文亮广场”，纪念2019冠狀病毒病疫情“吹哨人”之一李文亮医生。5月30日，李文亮遗孀付雪洁表示反对此议案，声明中称：“李文亮是一名共产党员，深爱他的祖国。他若有知，一定不会允许有人借他的名义来伤害他的祖国”。
2020年7月21日16时，美国要求中国在72小时之内关闭中国驻休斯敦总领事馆。7月24日，中國外交部基於對等原則宣布对美国驻成都总领事馆撤照，要求该领事馆停止一切业务和活动，關閉時限同樣為72小時。7月24日，中国驻休斯敦总领事蔡伟在领事馆网站发表致美南地区各界朋友的公开信，表示中國政府對美南地区僑胞的服務不會停止。中国驻美大使馆其后宣布中国驻休斯敦总领馆原有领区由中国驻美大使馆直接管辖。
2023年9月25日，佛罗里达州居民Rodriguez用6.8kg爆炸物袭击大使馆墙壁，未遂，面临7至10年监禁。

## 机构设置
中国驻美国大使馆设置下列机构：

### 内设机构
- 双边处
- 政研处
- 国会和地方事务处
- 领事侨务处
- 新闻和公共外交处
- 武官处
- 经商处
- 教育处
- 文化处
- 科技处
- 中国常驻美洲国家组织观察员办事处
- 办公室

### 总领事馆
- 中華人民共和國駐紐約總領事館
- 中華人民共和國駐芝加哥總領事館
- 中華人民共和國駐旧金山總領事館
- 中华人民共和国驻洛杉矶总领事馆

## 历任馆长
中华人民共和国驻美利坚合众国联络处主任
- 黄镇（1973年5月—1977年11月）
- 柴泽民（1978年8月—1979年3月）

中华人民共和国驻美利坚合众国特命全权大使
- 柴泽民（1979年3月—1982年12月）
- 章文晋（1983年3月—1985年4月）
- 韩叙（1985年5月—1989年8月）
- 朱启祯（1989年10月—1993年3月）
- 李道豫（1993年4月—1998年2月）
- 李肇星（1998年3月—2001年1月）
- 杨洁篪（2001年2月—2005年3月）
- 周文重（2005年4月—2010年3月）
- 张业遂（2010年3月—2013年2月）
- 崔天凯（2013年3月—2021年6月）
- 秦刚（2021年7月—2023年1月）
- 谢锋（2023年5月—）